# Fattori ambientali

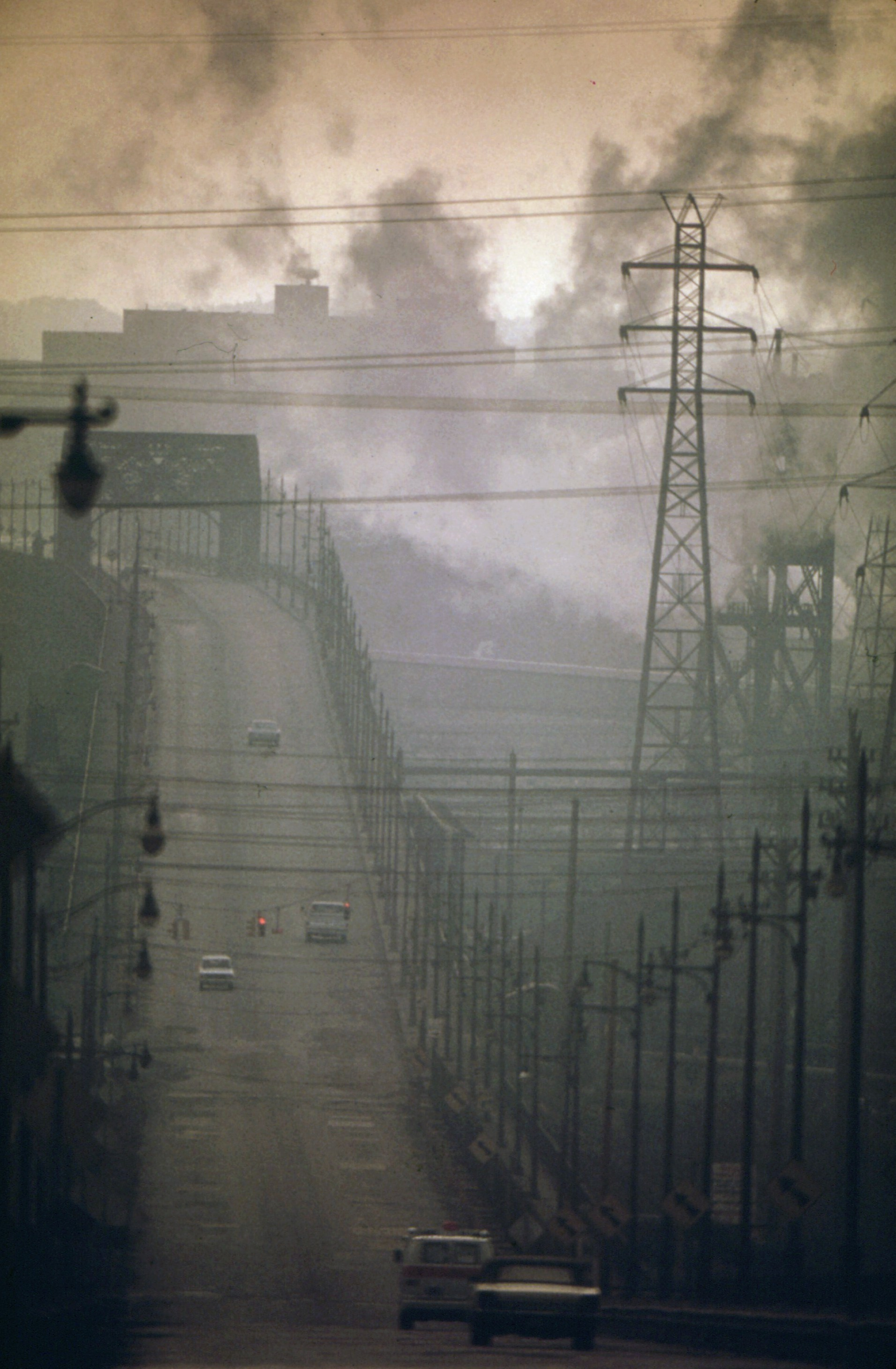
Il cancro è principalmente dovuto a fattori ambientali

I fattori ambientali sono i fattori che determinano gli equilibri dell'ambiente naturale (dei biomi e degli ecosistemi), condizionando la vita in tutte le sue forme, sia vegetale che animale. Questi fattori possono distinguersi in fattori abiotici, fattori biotici e fattori limitanti.
Dal 2005 è stato proposto il termine "esposoma" per indicare l'insieme dei fattori ambientali nella valutazione dell'esposizione.

## Effetti

### Animali e piante
Negli animali, gli adattamenti sono riferiti sia alla struttura del corpo sia al comportamento. Per quanto riguarda la struttura del corpo, possono variare, ad esempio, il tipo di copertura e le dimensioni di alcune parti dell'animale: la migrazione, il letargo, l'ibernazione e l'estivazione sono particolari tipi di adattamento comportamentale ai cambiamenti stagionali di temperatura. Nel letargo le funzioni vitali vengono ridotte al minimo in modo da consumare meno energia possibile: la temperatura del corpo diminuisce, scendono anche la frequenza respiratoria e quella cardiaca, l'animale non mangia e sopravvive grazie alle riserve di grasso accumulate. Negli anfibi e nei rettili, il fenomeno di rallentamento delle funzioni vitali viene detto ibernazione se si manifesta in inverno, estivazione se la temperatura è elevata e l'umidità è bassa. La migrazione è diffusa soprattutto negli uccelli, che percorrono anche migliaia di chilometri per raggiungere luoghi con temperature più adatte alla loro vita.

### Vegetali
Anche i vegetali sopravvivono a temperature avverse grazie a particolari adattamenti.

## Fattori abiotici
I fattori abiotici sono i componenti di un ecosistema che non hanno vita (dal greco bios, cioè vita, con il prefisso a-, senza). Si tratta quindi dell'ambiente circostante, tranne animali e piante (componenti biotici): luce, terra (suolo e sottosuolo), rocce, acqua, aria, l'insieme dei fattori climatici etc.
La temperatura sulla superficie terrestre può raggiungere i limiti estremi di +60 °C e -70 °C. Ogni specie animale o vegetale vive bene solo entro un certo intervallo di temperatura. A temperature molto basse, infatti, i processi vitali rallentano o vengono temporaneamente sospesi.

## Fattori biotici
I fattori biotici, detti anche fattori biologici, sono quelli viventi. La parola deriva dal greco "bios", cioè vita.
Gli animali e le piante costituiscono le componenti biotiche dell'ecosistema.
(decompositori,produttori,consumatori)

## Fattori limitanti
Sono quelle determinate condizioni in cui viene superato il limite di tolleranza di un individuo ad un certo fattore, compromettendone la sopravvivenza.
Ad esempio, per gli esseri umani (e per tutti gli animali che richiedono condizioni aerobiche), l'assenza di una certa quantità di ossigeno nell'aria è limitante, in quanto senza di esso, a prescindere da tutti gli altri fattori, cesserebbero di vivere. Ovviamente un fattore può essere limitante per un organismo, ma non per un altro. La presenza di luce, ad esempio, è basilare per la vita delle piante tramite la fotosintesi clorofilliana, ma non lo è per un proteo, che vive al buio delle grotte.